# Wolter Hessle
Bengt Wolter Hessle (i riksdagen kallad Hessle i Hjälmared), född 24 oktober 1796 i Borås församling, Älvsborgs län, död 29 juni 1881 i Stockholm (folkbokförd i Alingsås stadsförsamling, Älvsborgs län), var en svensk jurist och riksdagsman. Han var far till juristen Christian Hessle och farfar till iktyologen Christian Hessle.
Hessle blev student vid Uppsala universitet 1813 och avlade examen till rättegångsverken där 1816. Han blev auskultant i Göta hovrätt 1816, vice häradshövding 1818, fick häradshövdings namn, heder och värdighet 1822, blev kanslist i Göta hovrätt 1824, fiskal där 1828 och häradshövding i Gotlands södra domsaga 1829. Hessle var häradshövding i Marks, Vedens och Bollebygds häraders domsaga 1829–1878. Han var ledamot av riksdagens andra kammare 1867–1869. Hessle blev riddare av Nordstjärneorden 1848 och kommendör av första klassen av Vasaorden 1876.